# Finnish Challenge 2012
De Finnish Challenge is een golftoernooi van de Europese Challenge Tour. In 2012 werd het toernooi gespeeld van 2 tot en met 5 augustus op de Kytäjä Golf in Hyvinkää, Finland. Het prijzengeld bedroeg € 170.000.
De Kytäjä Golf werd door Thomas McBroom ontworpen en werd in 2003 geopend. Het landschap is licht glooiend. De eerste negen holes hebben meer bomen dan de tweede negen holes. Er is niet veel water. De par van de baan is 71.

## Verslag
Een van de opvallende namen op de spelerslijst is Jevgeni Kafelnikov, de voormalige tennisser. In 2005 speelde hij in het Russisch Open en sindsdien speelde hij enkele toernooien op de Challenge Tour. Hij scoort zelden onder de 80, maar hij wil graag aan de Olympische Zomerspelen in 2016 meedoen, als de golfsport daarvan weer deel uitmaakt.

#### Ronde 1
Drie spelers gingen met -4 aan de leiding, waarvan de 22-jarige Amerikaan Brooks Koepka de grote onbekende was. Als amateur kwalificeerde hij zich dit jaar in de play-off van een kwalificatietoernooi voor het US Open in San Francisco. 's Middags maakte ook Björn Åkesson een ronde van 67. Wil Besseling en Reinier Saxton waren de beste Nederlanders met een score van 69, beste Belgen waren Pierre Relecom en Laurent Richard met 72.

#### Ronde 2
Wil Besseling startte op hole 10 en stond na negen holes drie onder de baan. In totaal stond hij dus op -5 en voorlopig aan de leiding. Koepka c.s. moesten allemaal nog starten. Espen Kofstad maakte op hole 10 zijn vijfde birdie en haalde Besseling even in maar eindigde met hem op de 2de plaats, waar ondertussen ook Reinier Saxton stond. Aan de leiding ging de Zweed Kristoffer Broberg. Pierre Relecom scoorde beter dan in ronde 1 en haalde de cut.
Beste Finse spelers zijn Antti Ahokas en Roope Kakko, beiden staan op -2.

#### Ronde 3
Kristoffer Broberg is een van de vier spelers die een ronde van 66 maakte, hij verruimde zijn voorsprong. Nick Dougherty steeg er bijna 20 plaatsen mee, Andrew McArthur bijna 40 plaatsen. Wil Besseling bleef mooi op de 2de plaats staan.

#### Ronde 4
Broberg won het toernooi met zes slagen voorsprong. Wil Besseling eindigde mooi op de 2de plaats en Björn Åkesson eindigde met een ronde van -3 en nam de 3de plaats in.
Reinier Saxton scoorde -1 en steeg een paar plaatsen, Pierre Relecom scoorde +1 en verloor wat terrein.
| Naam                  | R1 | R1  | Nr   | R2 | R2  | Totaal | Nr  | R3 | R3  | Totaal | Nr  | R4 | R4 | Totaal | Eindstand |
| --------------------- | -- | --- | ---- | -- | --- | ------ | --- | -- | --- | ------ | --- | -- | -- | ------ | --------- |
| Kristoffer Broberg    | 69 | -2  | T6   | 66 | -5  | -7     | 1   | 66 | -5  | -12    | 1   | 68 | -3 | -15    | 1         |
| Wil Besseling         | 69 | -2  | T6   | 67 | -4  | -6     | T2  | 69 | -2  | -8     | T2  | 70 | -1 | -9     | 2         |
| Björn Åkesson         | 67 | -4  | T1   | 75 | +4  | par    | T34 | 66 | -5  | -5     | T10 | 68 | -3 | -8     | 3         |
| Peter Uihlein         | 72 | +1  | T51  | 65 | -6  | -5     | T7  | 68 | -3  | -8     | T2  | 72 | +1 | -7     | 4         |
| Espen Kofstad         | 69 | -2  | T6   | 67 | -4  | -6     | T2  | 73 | +2  | -4     | T12 | 69 | -2 | -6     | T5        |
| Brooks Koepka         | 67 | -4  | T1   | 73 | +2  | -2     | T16 | 72 | +1  | -1     | T32 | 66 | -5 | -6     | T5        |
| Chris Gane            | 68 | -3  | 5    | 69 | -2  | -5     | T7  | 70 | -1  | -6     | T7  | 72 | +1 | -5     | T8        |
| Reinier Saxton        | 69 | -2  | T6   | 67 | -4  | -6     | T2  | 74 | +3  | -3     | T20 | 70 | -1 | -4     | T13       |
| Mark Tullo            | 71 | par | T30  | 65 | -6  | -6     | T2  | 70 | -1  | -7     | T4  | 74 | +3 | -4     | T13       |
| Matt Haines           | 67 | -4  | T1   | 71 | par | -4     | T9  | 74 | +3  | -1     | T32 | 69 | -2 | -3     | T19       |
| Roland Steiner        | 67 | -4  | T1   | 69 | -2  | -6     | T2  | 73 | +2  | -4     | T12 | 73 | +2 | -2     | T24       |
| Pierre Relecom        | 72 | +1  | T51  | 68 | -3  | -2     | T16 | 71 | par | -2     | T24 | 72 | +1 | -1     | T33       |
| Roope Kakko           | 75 | +4  | T95  | 65 | -6  | -2     | T16 | 76 | +5  | +3     | T52 | 75 | +4 | +7     | 59        |
| Laurent Richard       | 72 | +1  | T51  | 73 | +2  | +3     | MC  |    |     |        |     |    |    |        |           |
| Floris de Vries       | 75 | +4  | T95  | 71 | par | +4     | MC  |    |     |        |     |    |    |        |           |
| Taco Remkes           | 76 | +5  | T116 | 71 | par | +5     | MC  |    |     |        |     |    |    |        |           |
| Jurrian van der Vaart | 75 | +4  | T95  | 72 | +1  | +5     | MC  |    |     |        |     |    |    |        |           |
| Teemu Bakker (Am)     | 77 | +5  | T101 | 73 | +1  | +6     | MC  |    |     |        |     |    |    |        |           |
| Gaël Seegmuller       | 79 | +8  | T145 | 79 | +8  | +16    | MC  |    |     |        |     |    |    |        |           |

| Leider |  | Toernooirecord |  | MC = missed cut = cut gemist |

#### Spelers
| - Jamie Abbott - Sakari Aho - Antti Ahokas - Björn Åkesson - Byeong-Hun An - Jonne Asikainen - Jamie Barnes - Seve Benson - Adrien Bernadet - Elias Bertheussen - Wil Besseling - Christophe Brazillier - Kristoffer Broberg - Daniel Brooks - Sebastian Buhl - James Busby - Guillaume Cambis - Magnus A. Carlsson - Baptiste Chapellan - Graeme A. Clark - Luis Claverie - Marco Crespi - Matthew Cryer - Jens Dantorp - Stuart Davis - Raphaël de Sousa - Gavin Dear - François Delamontagne - Matteo Delpodio - Robert Dinwiddie - Chris Doak - Jack Doherty - Nick Dougherty - Edouard Dubois - Paul Dwyer - Rafa Echenique - Pelle Edberg - Mattias Eliasson | - Stefan Engell Andersen - Klas Eriksson - Peter Erofejeff - Borja Etchart - Philipp Fendt - Tyrone Ferreira - Thomas Feyrsinger - Alastair Forsyth - Chris Gane - Jordi García Pinto - Sebastian García Rodriguez - Daniel Gaunt - Adam Gee - Jordan Gibb - Max Glauert - Luke Goddard - Joonas Granberg - Julien Grillon - Julien Guerrier - Matt Haines - Chris Hanson - Andreas Hartø - Scott Henry - Rasmus Hjelm - Garry Houston - Sam Hutsby - Olli Jarvi - Hugues Joannes - Allen John - Peter Kaensche - Jevgeni Kafelnikov - Roope Kakko - Janne Kaske - Farren Keenan - Maximilian Kieffer - Sihwan Kim - Alexander Knappe - Brooks Koepka | - Espen Kofstad - Mikko Korhonen - Jesus Legarrea - Niklas Lemke - Alexander Levy - José-Filipe Lima - Chris Lloyd - Gary Lockerbie - Daniel Lokke - Morten Orum Madsen - Andrea Maestroni - Jaakko Makitalo - Janne Martikainen - Andrew McArthur - Callum MacAulay - Ross McGowan - Francis McGuirk - Nicolas Meitinger - Joakim Mikkelsen - Ossi Mikkola - Janne Mommo - César Monasterio - Colm Moriarty - Åke Nilsson - Thomas Nørret - Adrian Otaegui - Chris Paisley - Ben Parker - John Parry - Benedetto Pastore - Gerard Piris Mateu - Florian Praegant - Manuel Quiros - Nicolò Ravano - Pierre Relecom - Taco Remkes - Laurent Richard - Bernd Ritthammer | - Victor Riu - Martin Rominger - Andrea Rota - Raymond Russell - Charles-Edouard Russo - Mikael Salminen - Lloyd Saltman - Henri Satama - Reinier Saxton - Gaël Seegmuller - Anthony Snobeck - Matthew Southgate - Gary Stal - Roland Steiner - Andy Sullivan - Fredrik Svanberg - Alessandro Tadini - Andrew Tampion - Sam Walker - Mark Tullo - Peter Uihlein - Jurrian van der Vaart - Daniel Vancsik - Floris de Vries - Johan Wahlqvist - Simon Wakefield - Justin Waters Amateurs - Teemu Bakker - Albert Eckhardt - Erik Myllymaki - Leuri Ruuska - Tapio Pulkkanen - Miro Veijalainen |

1990 ·
1991 ·
1992 ·
1993 ·
1994 ·
1995 ·
1996 ·
1997 ·
1998 ·
1999 ·
2000 ·
2001 ·
2002 ·
2003 ·
2004 ·
2005 ·
2006 ·
2007 ·
2008 ·
2009 ·
2010 ·
2011 ·
2012 ·
2013 ·
2014